# گره لیش
گره لیش (انگلیسی: Lisch nodule) یا هامارتوم عنبیه (iris hamartoma) یک هامارتوم رنگدانه‌دار گره‌مانند از سلول‌های ملانوسیت در عنبیه است که به افتخار چشم‌پزشک اتریشی چشم‌پزشکی نام‌گذاری شده است که نخیتین بار آن را در سال ۱۹۳۷ توصیف نمود. این گرهک‌ها در نوروفیبروماتوز نوع ۱ به‌وجود می‌آید و در ۹۴٪ مبتلایان بالای ۶ سال یافت می‌شود. رنگ این گرهک‌های شفافُ زرد-قهوه‌ای و شکل آنها دایره‌ای یا بیضی و شبیه به سفت‌دانه‌هایی است که از سطح عنبیه بیرون زده است. این ندول‌ها معمولاً بینایی را تحت تأثیر قرار نمی‌دهند، اما در تشخیص بیماری بسیار مفید هستند و با معاینه لامپ اسلیت قابل شناسایی‌اند. با رنگ‌آمیزی‌های ایمونوهیستوشیمی، پروتئین‌های ویمنتین و اس-۱۰۰ در این گرهک‌ها قابل ردیابی است و نشان می‌دهد که منشأ آنها اکتودرمی است. با این حال، منشأ و ساختار دقیق ندول‌های لیش هنوز در دست بررسی است. گره‌های لیش به ندرت در نوروفیبروماتوز نوع ۲ دیده می‌شوند.